# Obi Emegano
Obinna Clinton "Obi" Emegano (Lagos, 29 de abril de 1993) es un baloncestista nigeriano con pasaporte británico. Actualmente está sin equipo tras dejar el Casademont Zaragoza de la Liga Endesa. Con 1,91 metros de estatura, juega en la posición de escolta.

## Trayectoria deportiva

### Universidad
Jugó una temporada con los Leathernecks de la Universidad de Illinois Occidental, en la que promedió 13,1 puntos, 3,9 rebotes y 1,0 asistencias por partido. Tras esa primera temporada, fue transferido a los Golden Eagles de la Universidad Oral Roberts, donde tras cumplir el año en blanco que impone la NCAA en estos traspasos, jugó tres temporadas más, en las que promedió 20,4 puntos, 4,9 rebotes y 2,0 asistencias, siendo incluido en sus dos últimas temporadas en el mejor quinteto de la conferencia The Summit League.

### Profesional
Tras no ser elegido en el Draft de la NBA de 2016, el 15 de julio firmó su primer contrato profesional con el A.S. Junior Pallacanestro Casale de la Serie A2 italiana, donde únicamente disputó nueve partidos, en los que promedió 11,4 puntos y 2,3 rebotes, hasta que en el mes de noviembre rompió su contrato con el equipo.
El 28 de febrero de 2017 fichó por el equipo polaco del AZS Polfarmex Kutno, donde acabó la temporada promediando 5,2 puntos y 1,5 rebotes por encuentro.
La temporada siguiente fichó por el Rouen Métrople Basket de la Pro B francesa, donde acabó promediando 18,4 puntos y 3,1 rebotes por partido, lo que hizo que se fijara en él el JDA Dijon de la Pro A, formando contrato en junio de 2018.
En la temporada 2020-21, llega a España para jugar en el Baloncesto Fuenlabrada de la Liga Endesa, en el que participa durante tres temporadas.
El 27 de julio de 2023, firma por el Casademont Zaragoza de la Liga Endesa.
El 20 de noviembre de 2023 se anuncia su marcha del Casademont Zaragoza tras rescindir su contrato con el club.
.

## Selección nacional
En verano de 2021, fue parte de la selección absoluta nigeriana que participó en los Juegos Olímpicos de Tokio 2020, que quedó en décimo lugar.